# Extended Graphics Array
 Extended Graphics Array of XGA is een standaard voor weergavemodus. XGA is onderdeel van de VESA-standaard, en heeft een resolutie van 1024×768 pixels in de beeldverhouding 4:3.
XGA moet niet verward worden met VESA's EVGA (Extended Video Graphics Array) die op hetzelfde moment beschikbaar kwam.
CGA ·
EGA ·
XGA ·
Hercules ·
MDA ·
MCGA ·
QVGA ·
SVGA ·
SXGA ·
UXGA ·
VGA ·
WXGA